# Ус Павло Терентійович
Ус Павло Терентійович — український режисер-документаліст.
Народ. 5 січня 1932 р. в с. Г. Юсковци Полтавської обл. в робітничій родині. Закінчив Кременчуцьке спецучилище (1950). Працював художником технічної мультиплікації. З 1970 р. — режисер «Київнаукфільму».
Створив навчальні стрічки: «Будова речовини» (1972, Диплом V Всесоюзного фестивалю навчальних фільмів, Ростов-на-Дону, 1975), «Виникнення життя на землі» (1973, Диплом V Всесоюзного фестивалю навчальних фільмів, Ростов-на-Дону, 1975), «Внутрішня будова землі» (1974), «Всесвіт» (1974, Диплом Держкіно СРСР V Всесоюзного фестивалю навчальних фільмів, Ростов-на-Дону, 1975), «Воронкоутворення у рідині» (1975), «Задачі на рух» (1975), «Приладдя для виміру рідини» (1976), «Автоматичні регулятори» (1977), «Теплове розширення тіла» (1978), «Планетна система» (1979), «Земля — планета сонячної системи» (1980), «Місяць» (1981), «Штучні супутники землі» (1981) та ін.
Член Національної спілки кінематографістів України.